# Emmett Dalton
Emmett Dalton, född 3 maj 1871 i Belton, Missouri, död 13 juli 1937 i Los Angeles, Kalifornien, var en amerikansk bank- och tågrånare. Tillsammans med tre bröder deltog han i rånarturnéer. Under senare delen av sitt liv verkade han som författare och skådespelare. Han har, tillsammans med sina bröder, inspirerat till de fyra seriefigurerna bröderna Dalton.

## Biografi
Emmett var den yngste brodern av de ökända bröderna Dalton som spred skräck i western genom sina tågrån under 1800-talets slut. Han var den enda överlevande liga-medlemmen efter ett misslyckat bankrån, 5 oktober 1892 i Coffeyville i Kansas. Ligan försökte då råna två banker samtidigt, men upptäcktes och besköts.
I Coffeyyville blev Emmett skjuten men överlevde mirakulöst och arresterades istället. Under fängelsevistelsen ska han ha blivit religiös. Efter 14 år i fängelse benådades Emmett Dalton 1907.
Resten av sitt liv levde han utan ytterligare konflikter med rättvisan. Han gifte sig med sin ungdoms kärlek och flyttade till Hollywood där han försörjde sig som författare och skådespelare.

## Övrigt
Emmett Dalton var serietecknaren Morris inspirationskälla till seriefiguren Averell Dalton i albumen om Lucky Luke.[källa behövs]

## Filmografi
- Beyond the Law (1918)

## Källhänvisningar
1. 1 2  SNAC, SNAC Ark-ID: w6xp89rq, läs online, läst: 9 oktober 2017.[källa från Wikidata]
2. 1 2  Find a Grave, Find A Grave-ID: 3568, läs online, läst: 9 oktober 2017.[källa från Wikidata]
3. 1 2  Roglo, person-ID på Roglo: p=emmett;n=dalton.[källa från Wikidata]
4. ↑  IMDb-ID: nm0198276, läst: 14 september 2023.[källa från Wikidata]
5. 1 2 3 4   Dalton i Nationalencyklopedins nätupplaga. Läst 9 februari 2015.